# Union générale des étudiants du Québec
L'Union générale des étudiants du Québec (UGEQ) est une fédération d'associations étudiantes ayant existé durant les années 1960 au Québec. Elle rassemble à partir de novembre 1963 les étudiants de l'Université Laval, de l'Université de Montréal et de l'Université de Sherbrooke. En 1966, elle plaide pour la gratuité scolaire. Elle participe à la grève étudiante québécoise de 1968. En 1969, l'Union est dissoute car jugée « trop bureaucratique ».
Première des fédérations étudiantes québécoises, elle est née d'une scission dans la FNEUC/NFCUS (fédération étudiante pancanadienne), à la suite de tentatives de réforme de celle-ci.
Personnalités marquantes de l'UGEQ :
- Bernard Landry, président du comité de fondation (1963-?)
- Louise Harel, vice-présidente (1968?-1969)
- Claude Charron, vice-président (1968-1969)
- Gilles Duceppe, vice-président (1967-1968)